# Alex Caffi
 Alex Caffi  va ser un pilot de curses automobilístiques italià que va arribar a disputar curses de la Fórmula 1.
Va néixer el 18 de març del 1964 a Rovato, prop de Brescia, Itàlia.

## A la F1
Alex Caffi va debutar a la tretzena cursa de la temporada 1986 (la 37a temporada de la història) del campionat del món de la Fórmula 1, disputant el 7 de setembre del 1986 el G.P. d'Itàlia al circuit de Monza.
Va participar en un total de setanta-cinc curses puntuables pel campionat de la F1, disputades en set temporades consecutives (1986 - 1992), aconseguint una quarta posició com millor classificació en una cursa i assolí sis punts pel campionat del món de pilots.

## Resultats a la Fórmula 1
| Any  | Equip                             | Xassís   | Motor      | 1         | 2       | 3       | 4       | 5         | 6       | 7       | 8       | 9       | 10      | 11      | 12      | 13      | 14      | 15      | 16      | Posició | Punts |
| ---- | --------------------------------- | -------- | ---------- | --------- | ------- | ------- | ------- | --------- | ------- | ------- | ------- | ------- | ------- | ------- | ------- | ------- | ------- | ------- | ------- | ------- | ----- |
| 1986 | Osella Squadra Corse              | Osella   | Alfa Romeo | BRA       | ESP     | SMR     | MON     | BEL       | CAN     | E.USA   | FRA     | GBR     | ALE     | HUN     | AUT     | ITA NC  | POR     | MEX     | AUS     | -       | 0     |
| 1987 | Osella Squadra Corse              | Osella   | Alfa Romeo | BRA Ret   | SMR 12  | BEL Ret | MON Ret | E.USA Ret |         | GBR Ret | ALE Ret | HUN Ret | AUT Ret | ITA Ret | POR Ret | ESP NVQ | MEX Ret | JPN Ret | AUS NVQ | -       | 0     |
| 1987 | Osella Squadra Corse              | Osella   | Alfa Romeo |           |         |         |         |           | FRA Ret |         |         |         |         |         |         |         |         |         |         | -       | 0     |
| 1988 | Scuderia Italia                   | Dallara  | Cosworth   | BRA NVQ   | SMR Ret | MON Ret | MEX Ret | CAN NVQ   | E.USA 8 | FRA 12  | GBR 11  | ALE 15  | HUN Ret | BEL 8   | ITA Ret | POR 7   | ESP 10  | JPN Ret | AUS Ret | -       | 0     |
| 1989 | Scuderia Italia                   | Dallara  | Cosworth   | BRA NVQ   | SMR 7   | MON 4   | MEX 13  | USA Ret   | CAN 6   | FRA Ret | GBR NVQ | ALE Ret | HUN 7   | BEL Ret | ITA 11  | POR Ret | ESP Ret | JPN 9   | AUS Ret | 19è     | 4     |
| 1990 | Footwork Arrows Racing            | Arrows   | Cosworth   | USA Ferit | BRA Ret | SMR NVQ | MON 5   | CAN 8     | MEX NVQ | FRA Ret | GBR 7   | ALE 9   | HUN 9   | BEL 10  | ITA 9   | POR 13  | ESP     | JPN 9   | AUS NVQ | 16è     | 2     |
| 1991 | Footwork Grand Prix International | Footwork | Porsche    | USA NVQ   | BRA NVQ |         |         |           |         |         |         |         |         |         |         |         |         |         |         | -       | 0     |
| 1991 | Footwork Grand Prix International | Footwork | Porsche    |           |         | SMR NVQ | MON NVQ | CAN       | MEX     | FRA     | GBR     |         |         |         |         |         |         |         |         | -       | 0     |
| 1991 | Footwork Grand Prix International | Footwork | Cosworth   |           |         |         |         |           |         |         |         | ALE NVQ | HUN NVQ | BEL NVQ | ITA NVQ | POR NVQ | ESP NVQ | JPN 10  | AUS 15  | -       | 0     |
| 1992 | Andrea Moda Formula               | Coloni   | Judd       | SUD EX    |         |         |         |           |         |         |         |         |         |         |         |         |         |         |         | -       | 0     |
| 1992 | Andrea Moda Formula               | Moda     | Judd       |           | MEX NVS | BRA     | ESP     | SMR       | MON     | CAN     | FRA     | GBR     | ALE     | HUN     | BEL     | ITA     | POR     | JPN     | AUS     | -       | 0     |

### Resum
| Curses: | Victòries: | Pòdiums: | Poles: | Voltes ràpides: | Punts: |
| ------- | ---------- | -------- | ------ | --------------- | ------ |
| 75 (56) | 0          | 0        | 0      | 0               | 6      |